# Smith & Wesson Модель 619 & 620
Револьвери Smith & Wesson моделей 619 & 620 — це 7 зарядні револьвери представлені компанією в 2005. Модель 619 мала фіксований цілик, а модель 620 мала регульований цілик та інше руків'я. Вони були дуже схожі і їх часто плутають з револьверами лінійки 686.
Загалом вони були нащадками револьверів S&W моделей 65 & 66. Випуск моделей 65 & 66 було припинено, а їх місце зайняли моделі 619 & 620. Вони були доведені до тогочасних стандартів S&W, було додано замок безпеки та 7-зарядний барабан. Рамку K моделей 65 & 66 замінили на нову посилену рамку L.

## 620 проти 686P

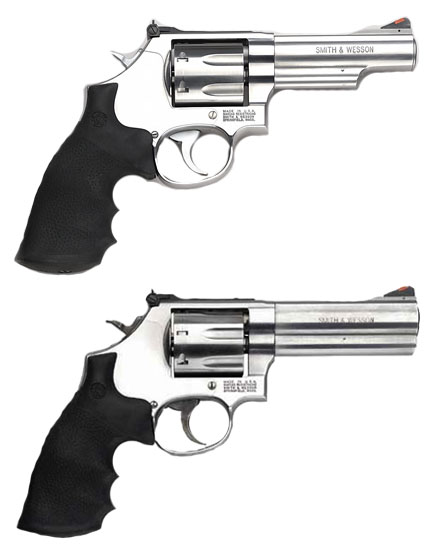
Smith & Wesson модель 620 (згори) у порівнянні з моделлю 686P (знизу)

Ці револьвери мають багато спільних рис, але їх легко розрізнити за ключовими відмінностями. Обидві моделі базуються на рамці L Smith & Wesson та мають стволи довжиною 4 дюйми з барабаном на 7 набоїв. Модель 686 має підствольний кожух на всю довжину стволу, у той час як модель 620 має кожух на половину довжини та ствол з двох частин. Модель 620 важить 37.9oz, трохи легше за модель 686, яка важить 38oz. Легша модель коротша на 1/8" на відміну від 686, яка мала загальну довжину 95⁄8".